# Our Endless War
Our Endless War är det amerikanska death metal-bandet Whitechapels femte studioalbum, utgivet 29 april 2014 av skivbolaget Metal Blade Records. Två musikvideor för låtar från albumet släpptes, "Worship the Digital Age" och "Let Me Burn".

## Låtlista
1. "Rise" (instrumental) – 1:20
2. "Our Endless War" – 3:56
3. "The Saw Is the Law" – 4:27
4. "Mono" – 3:39
5. "Let Me Burn" – 4:23
6. "Worship the Digital Age" – 4:12
7. "How Times Have Changed" – 3:32
8. "Psychopathy" – 3:51
9. "Blacked Out" – 3:32
10. "Diggs Road" – 5:59

Bonusspår på deluxe-utgåvan
1. "A Process So Familiar" – 2:52
2. "Fall of the Hypocrites" – 3:00

## Medverkande
Musiker (Whitechapel-medlemmar)
- Phil Bozeman – sång
- Ben Savage – gitarr
- Alex Wade – gitarr
- Gabe Crisp – basgitarr
- Zach Householder – gitarr
- Ben Harclerode – trummor

Bidragande musiker
- Ben Eller – sologitarr (spår 3, 8–11)

Produktion
- Whitechapel – producent
- Mark Lewis – producent, ljudtekniker, ljudmix
- Eyal Levi – assisterande ljudtekniker
- Ted Jensen – mastering
- Aaron Marsh – omslagsdesign, omslagskonst